# Brian Donlevy
 (juillet 2021).
Si vous disposez d'ouvrages ou d'articles de référence ou si vous connaissez des sites web de qualité traitant du thème abordé ici, merci de compléter l'article en donnant les références utiles à sa vérifiabilité et en les liant à la section « Notes et références ».
Brian Donlevy est un acteur et producteur américain, d'origine nord-irlandaise, né le 9 février 1901 à Cleveland, Ohio, (États-Unis), et mort le 5 avril 1972 à Woodland Hills, un quartier de Los Angeles, en Californie.

## Biographie
Il est le fils d'immigrants nord-irlandais originaires de Portadown, dans le comté d'Armagh, venus s'installer dans l'Ohio. Vers 1912, la famille déménage à Sheboygan Falls, dans le Wisconsin, où le père de Donlevy trouve un emploi comme superviseur à la minoterie Brickner Woollen Mills.
Quand l'Armée américaine recrute pour lancer une expédition contre Pancho Villa en 1916, le jeune Brian ment sur son âge (il n'a que 14 ans) et, aidé par son physique d'athlète, parvient à joindre les rangs de la mobilisation. Il sert pendant l'expédition en tant que clairon. Lorsque les États-Unis entrent dans la Première Guerre mondiale, il combat en France dans la compagnie C, 127e régiment d'infanterie, une partie de la 32e division d'infanterie.
À la fin du conflit, il rentre aux États-Unis et devient mannequin : il pose notamment pour l'illustrateur Joseph Christian Leyendecker qui signe les célèbres publicités Arrow Collar Man (en).
Donlevy amorce au début des années 1920 une carrière d'acteur dans les théâtres de New York. Le travail ne manque et il apparaît dans de nombreuses productions théâtrales en plus de tourner quelques films muets. À cette époque, il croit que sa carrière se fera sur les planches, mais un point tournant survient en 1935 quand il tourne Ville sans loi (Barbary Coast) sous la direction d'Howard Hawks et aux côtés de l'acteur Edward G. Robinson. Bien que son rôle Knuckles Jacoby soit relativement modeste, il est remarqué par le milieu du cinéma et, dès lors, ne cesse plus de tourner.
En 1939, son rôle de l'impitoyable Sergent Markoff dans Beau Geste lui vaut d'être nommé pour l'Oscar du meilleur acteur dans un second rôle.
En 1940, il interprète le gouverneur déchu McGinty dans Gouverneur malgré lui (The Great McGinty), un rôle qu'il reprend quatre ans plus tard dans Miracle au village (The Miracle of Morgan's Creek). En 1942, Donlevy tient de nouveau le premier rôle dans La Sentinelle du Pacifique (Wake Island) de John Farrow et joue le politicien Paul Madvig dans l'adaptation cinématographique du roman noir classique de Dashiell Hammett La Clé de verre (The Glass Key) aux côtés d'Alan Ladd et Veronica Lake. En 1943, il interprète l'un des deux rôles majeurs du chef-d'œuvre de Fritz Lang, les bourreaux meurent aussi.
Sa carrière marque le pas dans les années 1950. Il tourne toujours beaucoup, mais souvent des films de série B ou des films de genre. Ainsi, en 1955, il assume le rôle principal dans le film d'horreur et de science-fiction britannique Le Monstre (The Quatermass Xperiment, rebaptisé The Creeping Unknown aux États-Unis) pour la compagnie Hammer Film Productions. Le personnage de Bernard Quatermass était britannique dans les romans, mais la Hammer choisit Donlevy dans l'espoir de sceller le contrat avec le distributeur américain et de mieux vendre le film au public nord-américain. Nigel Kneale, le créateur du personnage, déjà réticent à ce changement, désavoua l'interprétation de Donlevy, qu'il jugeait médiocre. Néanmoins, le film devint l'un des plus gros succès de la Hammer et Donlevy sera repris deux ans plus tard pour la suite, intitulée La Marque (Quatermass 2, rebaptisé Enemy From Space aux États-Unis).
Donlevy, qui a également fait beaucoup de radio, y compris une reprise de Gouverneur malgré lui (The Great McGinty), l'un de ses meilleurs rôles, a aussi fait de la télévision. Entre 1949 et 1954, à la radio, et en même temps à la télévision de 1951 à 1952, en prenant la série à la télévision en 1952, il crée et joue le premier rôle de l'agent secret Steve Mitchell dans la série Dangerous Assignment (en). Il apparaît ensuite comme artiste invité dans des séries télévisées, notamment, en 1966, dans l'un des derniers épisodes de Perry Mason, The Case of the Positive Negative (saison 9, épisode 28,).
Il meurt d'un cancer de la gorge en avril 1972 à Los Angeles. Sa dernière épouse est morte en 1981.

## Filmographie

### Comme acteur
- 1923 : Jamestown d'Edwin L. Hollywood : petit rôle
- 1924 : Damaged Hearts : Jim Porter
- 1924 : Monsieur Beaucaire de Sidney Olcott : Ball Guest at Bath
- 1924 : The Eve of the Revolution : Paul Revere
- 1925 : School for Wives : Ralph
- 1926 : A Man of Quality : Richard Courtney
- 1929 : Gentlemen of the Press (en) de Millard Webb : petit rôle
- 1929 : Mother's Boy : Harry O'Day
- 1932 : A Modern Cinderella : Charlie, le chauffeur
- 1935 : Ville sans loi (Barbary Coast) d'Howard Hawks : Knuckles Jacoby
- 1935 : Mary Burns, Fugitive : Spike
- 1935 : Another Face de Christy Cabanne : "Nez cassé" Dawson, alias Spencer Dutro III
- 1936 : Strike Me Pink de Norman Taurog : Vance
- 1936 : Treize Heures dans l'air (Thirteen Hours by Air) de Mitchell Leisen : Dr. Evarts
- 1936 : Cargaison humaine (Human Cargo) d'Allan Dwan  : Packy Campbell
- 1936 : Half Angel : Duffy Giles
- 1936 : High Tension (en) d'Allan Dwan : Steve Reardon
- 1936 : 36 Hours to Kill : Frank Evers
- 1936 : Sous le masque (Crack-Up) de Malcolm St. Clair : Ace Martin
- 1937 : L'Incendie de Chicago (In Old Chicago) de Henry King : Gil Warren
- 1937 : Midnight Taxi (en) d'Eugene Forde : Chick Gardner
- 1937 : Sa dernière chance (This Is My Affair) de William Seiter : Batiste 'Bat' Duryea
- 1937 : Casse-cou (Born Reckless) : Bob 'Hurry' Kane
- 1938 : Les Deux Bagarreurs (Battle of Broadway) : Chesty Webb
- 1938 : C'était son homme (We're Going to Be Rich) de Monty Banks : Yankee Gordon
- 1938 : Sharpshooters de James Tinling : Steve Mitchell
- 1939 : Le Brigand bien-aimé (Jesse James) de Henry King et Irving Cummings : Barshee
- 1939 : Pacific Express (Union Pacific) de Cecil B. DeMille : Sid Campeau
- 1939 : Behind Prison Gates : Agent Norman Craig, alias Red Murray
- 1939 : Beau Geste de William A. Wellman : Sgt. Markoff
- 1939 : Le Premier Rebelle (Allegheny Uprising) de William A. Seiter : Trader Ralph Callendar
- 1939 : Femme ou Démon (Destry Rides Again) de George Marshall : Kent
- 1940 : Gouverneur malgré lui (The Great McGinty) de Preston Sturges : Daniel 'Dan' McGinty
- 1940 : Les Dalton arrivent (When the Daltons Rode) de George Marshall : Grat Dalton
- 1940 : L'Odyssée des Mormons (Brigham Young) de Henry Hathaway : Angus Duncan
- 1941 : L'Escadrille des jeunes (I Wanted Wings) de Mitchell Leisen : Capitaine Mercer
- 1941 : Billy le Kid le réfractaire (Billy the Kid) de David Miller : Jim Sherwood
- 1941 : Par la porte d'or (Hold Back the Dawn) de Mitchell Leisen : acteur de cinéma
- 1941 : Au sud de Tahiti (South of Tahiti) de George Waggner : Bob
- 1941 : Birth of the Blues de Victor Schertzinger : Memphis
- 1942 : André et les Fantômes (The Remarkable Andrew) de Stuart Heisler : Gen. Andrew Jackson
- 1942 : Two Yanks in Trinidad : Vince Barrows
- 1942 : A Gentleman After Dark : Harry Melton
- 1942 : L'Inspiratrice (The Great Man's Lady) de William A. Wellman : Steely Edwards
- 1942 : La Sentinelle du Pacifique (Wake Island) de John Farrow : Major Geoffrey Caton
- 1942 : La Clé de verre (The Glass Key) de Stuart Heisler : Paul Madvig
- 1942 : Nightmare : Daniel Shane
- 1942 : Le Cargo des innocents (Stand by for Action) de Robert Z. Leonard : Lieutenant Cmdr. Martin J. Roberts
- 1943 : Les bourreaux meurent aussi (Hangmen Also Die) de Fritz Lang : Dr Franticek Svoboda alias Karel Vanek
- 1944 : Miracle au village (The Miracle of Morgan's Creek) de Preston Sturges : Gouverneur McGinty
- 1944 : Une romance américaine (An American Romance) de King Vidor : Stefan Dangos
- 1945 : Duffy's Tavern de Hal Walker : Brian Donlevy
- 1946 : Révolte à bord (Two Years Before the Mast) de John Farrow : Richard Henry Dana
- 1946 : Le Traître du Far-West (The Virginian) de Stuart Gilmore : Trampas
- 1946 : Our Hearts Were Growing Up : Tony Minnetti
- 1946 : Le Passage du canyon (Canyon Passage) de Jacques Tourneur : George Camrose
- 1947 : Schéhérazade (Song of Scheherazade) de Walter Reisch : Capitaine Vladimir Gregorovitch
- 1947 : Au carrefour du siècle (The Beginning or the End) de Norman Taurog : Maj. Gen. Leslie R. Groves
- 1947 : The Trouble with Women (en) : Joe McBride
- 1947 : Le Carrefour de la mort (Kiss of Death) de Henry Hathaway : Asst. Dist. Atty. Louie DeAngelo
- 1947 : Heaven Only Knows (en) d'Albert S. Rogell : Adam 'Duke' Byron
- 1947 : Mac Coy aux poings d'or (Killer McCoy) de Roy Rowland : Jim Caighn
- 1948 : Mon héros (A Southern Yankee) : Kurt Devlynn
- 1948 : Tragique Décision (Command Decision) de Sam Wood : Brig. Gen. Clifton I. Garnet
- 1948 : Mon héros (A Southern Yankee) d'Edward Sedgwick
- 1949 : The Lucky Stiff : John J. Malone
- 1949 : Choc en retour (Impact) d'Arthur Lubin : Walter Williams
- 1950 : Reportage fatal (Shakedown) de Joseph Pevney : Nick Palmer
- 1950 : Kansas en feu (Kansas Raiders) de Ray Enright : Quantrill
- 1951 : Fighting Coast Guard : Commandant McFarland
- 1951 : Slaughter Trail (en) d'Irving Allen : Capitaine Dempster
- 1952 : Au royaume des crapules (Hoodlum Empire) de Joseph Kane : Sénateur William J. 'Bill' Stephens
- 1952 : Capturez cet homme ! (en) (Ride the Man Down) : Bide Marriner
- 1953 : La Femme qui faillit être lynchée (Woman They Almost Lynched) d'Allan Dwan : Quantrill
- 1955 : Association criminelle (The Big Combo) de Joseph H. Lewis : Joe McClure
- 1955 : Le Monstre (The Quatermass Xperiment) de Val Guest : Professeur Bernard Quatermass
- 1956 : Un cri dans la nuit (A Cry in the Night) de Frank Tuttle : Capitaine Ed Bates
- 1957 : La Marque (Quatermass 2) de Val Guest : Professeur Bernard Quatermass
- 1957 : Escape from Red Rock : Bronc Grierson
- 1958 : Cow-boy (Cowboy) de Delmer Daves : Docteur Bender
- 1959 : Juke Box Rhythm : George Manton
- 1959 : La Proie des vautours (Never So Few) de John Sturges : Général Sloan
- 1960 : Girl in Room 13 (en) : Steve Marshall
- 1961 : Le Zinzin d'Hollywood (The Errand Boy) de Jerry Lewis : 'om Paramutual alias T.P.
- 1962 : Le Pigeon qui sauva Rome (The Pigeon That Took Rome) de Melville Shavelson : Colonel Sherman Harrington
- 1965 : La Malédiction de la mouche (Curse of the Fly) de Don Sharp : Henri Delambre
- 1965 : How to Stuff a Wild Bikini de William Asher : B. D. (Big Deal)
- 1966 : The Fat Spy : George Wellington
- 1966 : Waco : Ace Ross
- 1966 : Gammera the Invincible : Général Terry Arnold
- 1967 : Hostile Guns : Marshal Willett
- 1967 : Five Golden Dragons : Dragon #2
- 1968 : Rogues' Gallery : Détective Lee
- 1968 : Les Rebelles de l'Arizona (Arizona Bushwhackers) de Lesley Selander : Mayor Joe Smith
- 1969 : Pit Stop : Grant Willard

### comme producteur
- 1952 : Dangerous Assignment (série TV)